# Cantonul Le Quesnoy-Est
Cantonul Le Quesnoy-Est este un canton din arondismentul Avesnes-sur-Helpe, departamentul Nord, regiunea Nord-Pas-de-Calais, Franța.

## Comune
- Beaudignies
- Englefontaine
- Ghissignies
- Hecq
- Jolimetz
- Le Quesnoy (Kiezenet) (parțial, reședință)
- Locquignol
- Louvignies-Quesnoy
- Neuville-en-Avesnois
- Poix-du-Nord
- Potelle
- Raucourt-au-Bois
- Ruesnes
- Salesches
- Vendegies-au-Bois